# 湖南河流列表
湖南河流列表，列舉全部或部分在湖南省境內的河流，並依照流域排列；支流則由河口至源頭排序。

## 長江水系
- 長江
  - 鄱陽湖
    - 赣江
      - 章水
        - 上犹江：跨省河流，下游位於江西境內。

  - 洞庭湖
    - 新墙河
    - 汨罗江
    - 湘江
      - 沩水
      - 捞刀河
      - 浏阳河
      - 靳江河
      - 涟水
      - 涓水
      - 淥水：跨省河流，上游位於江西境內。
      - 洣水
        - 永樂江
        - 攸水

      - 耒水
        - 西河
        - 漚水

      - 蒸水
      - 舂陵水
      - 宜水
      - 白水
      - 祁水
      - 芦洪江
      - 潇水

    - 资水
      - 志溪
      - 大洋江
      - 邵水
      - 赧水
        - 平溪
        - 蓼水河

      - 夫夷水：跨省河流，上游位於廣西境內。

    - 沅江-清水江：跨省河流，上游稱清水江，位於貴州境內。
      - 酉水：跨省市河流，中游位於重慶境內，中上游為湖南、湖北界河，上游位於湖北境內。
        - 猛洞河
        - 花垣河：跨省市河流，中游為湖南與重慶、貴州界河，上游位於貴州境內。
        - 洗车河

      - 武水
      - 辰水-錦江：跨省河流，上游位於貴州境內。
      - 溆水
      - 巫水
      - 㵲水：跨省河流，上游位於貴州境內，稱為㵲陽河。
      - 渠水：跨省河流，上游位於貴州境內。

    - 澧水
      - 涔水
      - 道水
      - 渫水：跨省河流，上游位於湖北境內。
      - 漊水：跨省河流，上游位於湖北境內。

## 珠江水系
- 珠江
  - 北江
    - 武江：跨省河流，下游位於廣東境內。
      - 廊田河：跨省河流，下游位於廣東境內。
      - 田頭水：跨省河流，下游位於廣東境內。
      - 章水：又名白沙水，跨省河流，下游位於廣東境內。
      - 宜章河：跨省河流，下游位於廣東境內。
      - 長樂水：跨省河流，下游位於廣東境內。

    - 湞江
      - 錦江：跨省河流，下游位於廣東省境內。

  - 西江
    - 潯江
      - 黔江
        - 柳江
          - 融江
            - 尋江
              - 平等河：跨省河流，上游位於湖南境內，中游位於廣西境內，下游有一段復入湖南，最終再回至廣西境內。
                - 偉江河：跨省河流，下游位於廣西境內。